# Бранчская улица
Бранчская улица (словац. Brančská ulica) — улица в Братиславе, в квартале Петржалка.

## Происхождение названия
С 1978 года вместе с Смоленицкой улицей составляла часть улицы Рокоссовского, названной в честь Константина Константиновича Рокоссовского (1896—1968), советского маршала. Настоящее название происходит от названия деревни Бранч (Branč) в округе Нитра.

## Близлежащие улицы
- Улица Пайштунская
- Улица Туполева
- Улица Смоленицкая
- Улица Шинтавская
- Улица Голичская

## Внешние ссылки
- Бранчская улица на карте Братиславы